# Mesophleps corsicella
Mesophleps corsicella is een vlinder uit de familie tastermotten (Gelechiidae). De wetenschappelijke naam is voor het eerst geldig gepubliceerd in 1856 door Herrich-Schäffer.
De soort komt voor in Europa.